# Alberto García Cabrera
Alberto García Cabrera (Barcelona, España, 9 de febrero de 1985) es un exfutbolista español que jugaba de portero.

## Trayectoria
Se formó en la cantera del F. C. Barcelona, pasó a la cantera de la U.E. Cornellá y después a la U. E. Sant Andreu y de ahí al Villarreal C. F. "B". En la temporada 2006/07 fichó por el Real Murcia C. F. "B" y una temporada después debutó en Primera División con el primer equipo del Real Murcia C. F.
En 2009 fichó por el Córdoba C. F. En la temporada 2011-12 se hizo con la titularidad de la portería del club andaluz y consiguió disputar la fase de ascenso a la máxima categoría del fútbol español. El 18 de junio de 2013 rescindió su contrato con el Córdoba y fichó por el Real Sporting de Gijón.
Al principio de su segunda temporada con el conjunto rojiblanco, la 2014-15, fue elegido por sus compañeros como uno de los capitanes del equipo. Además, logró un ascenso a Primera División tras la victoria en la última jornada de la campaña ante el Real Betis Balompié. En la cuarta jornada de la temporada 2015-16, disputada en frente al R. C. Deportivo de La Coruña en el estadio de Riazor, pudo jugar por primera vez con el Sporting en la máxima categoría tras la decisión de no disputar el encuentro del guardameta titular, Iván Cuéllar, debido a unas molestias en la rodilla.
El 15 de julio de 2016 rescindió su contrato con el Sporting para fichar por el Getafe C. F., donde consiguió su segundo ascenso a Primera División. De cara a la temporada 2017-18 fue cedido al Rayo Vallecano de Madrid y logró de nuevo un ascenso a la máxima categoría, tras el cual se desvinculó del Getafe para incorporarse definitivamente al Rayo.
Tras casi dos años sin jugar debido a una lesión, el 25 de junio de 2021 anunció su retirada del fútbol profesional.

## Clubes
| Club                     | País   | Año       |
| ------------------------ | ------ | --------- |
| C. E. Europa             | España | 2003      |
| U. E. Cornellà           | España | 2004      |
| C. F. Rayo Majadahonda   | España | 2004-2005 |
| U. E. Sant Andreu        | España | 2005      |
| Villarreal C. F. "B"     | España | 2005      |
| Águilas C. F.            | España | 2005-2006 |
| U. E. Figueres           | España | 2006-2007 |
| Real Murcia C. F. "B"    | España | 2007-2008 |
| Real Murcia C. F.        | España | 2008-2009 |
| Córdoba C. F.            | España | 2009-2013 |
| Real Sporting de Gijón   | España | 2013-2016 |
| Getafe C. F.             | España | 2016-2017 |
| Rayo Vallecano de Madrid | España | 2017-2021 |